# Ağasəlim Mircavadov
Ağasəlim Mircavadov, ros. Агасалим Сейидахмед оглы Мирджавадов, Agasalim Siejidachmied ogły Mirdżawadow (ur. 22 października 1947 w Baku, Azerbejdżańska SRR) – azerski piłkarz, grający na pozycji obrońcy, a wcześniej pomocnika, trener piłkarski.

## Kariera piłkarska

### Kariera klubowa
W 1967 rozpoczął karierę piłkarską w Neftianiku Baku, który potem zmienił nazwę na Neftçi. W 1974 roku występował w Dinamo Kirowabad, po czym powrócił do klubu z Baku, w którym zakończył karierę piłkarza.

## Kariera trenerska
Po zakończeniu kariery piłkarza rozpoczął pracę szkoleniowca. W 1987 roku stał na czele rodzimego klubu Neftçi PFK, który prowadził do 1988, również w 1989 ponownie trenował Neftçi. Od 1991 do 1996 prowadził Qarabağ Ağdam. Wiosną 1994 został mianowany na stanowisko selekcjonera narodowej reprezentacji Azerbejdżanu, którą kierował do lata 1995. W 1997 trenował Fəhləsi Baku. W latach 1998–2001 pracował w FK Şəmkir. W 2004 ponownie stał na czele Neftçi Baku, a na początku czerwca 2006 podał się do dymisji. Od czerwca 2009 do czerwca 2010 obejmował stanowisko głównego trenera Xəzər Lenkoran.

## Sukcesy i odznaczenia

### Sukcesy trenerskie
Qarabağ Ağdam
- mistrz Azerbejdżanu: 1993
- wicemistrz Azerbejdżanu: 1993/1994
- zdobywca Pucharu Azerbejdżanu: 1993
- finalista Pucharu Azerbejdżanu: 1995/1996
- zdobywca Superpucharu Azerbejdżanu: 1993

FK Şəmkir
- mistrz Azerbejdżanu: 1999/2000, 2000/2001
- wicemistrz Azerbejdżanu: 1998/1999
- finalista Pucharu Azerbejdżanu: 1998/1999

Neftçi Baku
- mistrz Azerbejdżanu: 2004/2005
- brązowy medalista mistrzostw Azerbejdżanu: 2005/2006
- zdobywca Pucharu Wspólnoty: 2006
- finalista Pucharu Wspólnoty: 2005

Xəzər Lenkoran
- mistrz Azerbejdżanu: 2006/2007
- zdobywca Pucharu Azerbejdżanu: 2006/2007, 2007/2008
- finalista Pucharu Azerbejdżanu: 2009/2010
- zdobywca Pucharu Wspólnoty: 2008

### Odznaczenia
- tytuł Zasłużonego Trenera Azerbejdżanu
- Order Sławy Azerbejdżanu: 2008